# Kvinnligt håravfall

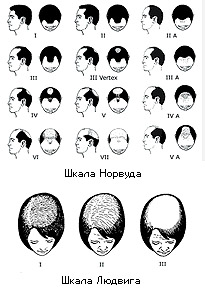
Kvinnan nederst i diagrammet visar förloppet vid kvinnligt håravfall. Mannen över visar förloppet vid manligt håravfall. Kvinnor och män kan drabbas av båda tillstånden.

Kvinnligt håravfall är diffust håravfall på huvudet som yttrar sig i att håret mitt på hjässan blir tunnare. Liksom manligt håravfall uppkommer det för att hårfolliklarna krymper.
Kvinnligt håravfall är permanent. Håravfall vid graviditet uppträder för att fler hårfolliklar inträder i vilofas (telogen effluvium), vilket är ett annat tillstånd och vilket hos de flesta drabbade går över 3-4 månader efter förlossning. Samma tillstånd kan uppkomma vid abort, missfall, fosterdöd, och efter att ha slutat med p-piller. Sådant håravfall beror på förändrade nivåer östrogen. Eftersom östrogen leder till längre tillväxtfas, kan kvinnor istället för håravfall också få längre och tjockare  hår under graviditeten. Om kvinnan reagerar så, går tillståndet normalt över efter förlossning, varefter en stor mängd hår tappas och håret blir som innan graviditeten. Telogen effluvium av östrogenbrist  kan också uppkomma av undervikt och näringsbrist, svåra infektioner, kirurgi, och stress.
Kvinnligt håravfall av klassisk, permanent typ, börjar mitt uppe på hjässan, det vill säga i fas 2 av det manliga håravfallet. Det kan märkas först genom att benan på huvudet blir mer markerad, och håret närmast blir glesare. Det mäts vanligen i Ludwigskalan eller Savinskalan.
Orsaken till kvinnligt håravfall, som är tämligen vanligt, är omdiskuterad. Benämningen uppstod för att skilja tillståndet från manligt håravfall som bevisligen beror på höga nivåer manliga könshormoner, som när det uppkommer hos kvinnor av samtliga tolkas som hyperandrogenism och virilism. Eftersom ett annat förlopp, utan bakåtkrypande hårfäste, men med generell förtunning av hjässhåret och kortare hårstrån, är vanligt från medelåldern, avskiljdes detta tillstånd, trots att det fanns tydliga tecken i flera av fallen på förändrad androgen aktivitet. Förut antogs testosteron orsaka manligt håravfall, men det har senare visat sig bero på ett annat manligt könshormon, dihydrotestosteron. Många sammanför därför kvinnligt håravfall till det manliga.
Kvinnligt håravfall kan börja när som helst efter puberteten, men är vanligast efter menopaus, vilket antyder en hormonell orsak. Kvinnor har normalt 40% lägre nivåer androgenreceptorer än män i hårfolliklarna, och mer än tre gånger lägre nivåer 5α-reduktas I och II, och sex gånger högre nivåer aromatas i hårfästet i pannan. Skulle också kvinnligt håravfall vara androgent, skulle det förändrade mönstret på håravfallet förklaras med aromatas. Andra tecken på virilism och hyperandrogenism är förhållandevis vanligt hos kvinnor med kvinnligt håravfall. Andra hypoteser är autoimmunitet, hypotyreos, med mera.
Kvinnligt håravfall innan klimakteriet brukar sammanfalla med oregelbunden menstruation och hirsutism, och majoriteten lider av polycystiskt ovariesyndrom. När det uppkommer i anslutning till klimakteriet, saknas samband med hyperandrogenism. HRT med östrogen botar inte tillståndet. Det finns en ärftlig faktor, och personer med kvinnligt håravfall har i ungefär hälften av fallen en släkting med manligt håravfall, och en femtedel en släkting med kvinnligt. Troligen beror tidig och sen variant på olika orsaker. Vissa reagerar på antiandrogena läkemedel, och andra inte.
Eftersom håravfall kan vara tecken på sjukdom, bör alltid tillståndet utredas av läkare.